# 펠리페 곤살레스
펠리페 곤살레스 마르케스(스페인어: Felipe González Márquez, 1942년 3월 5일 ~ )는 스페인의 정치인이다. 1982년부터 1996년까지 총리를 지냈다.

## 생애
세비야에서 태어났다. 세비야 대학교에서 법학을 전공하고 변호사가 되었다. 주로 노동 분야에서 활동했으며, 프랑코 통치 시절 불법이던 좌파 계열의 스페인 사회노동당(PSOE)에 가입했다.
1974년 사회노동당 사무총장으로 선출되었다. 사회노동당이 합법정당이 된 후 1977년 총선에 참여하여 인기를 얻었으며, 제1야당을 이끌었다.
1982년 총선에서 당을 승리로 이끌어 만40세로 총리에 취임했다. 당시 유럽 최연소 정부 수반이었고 후안 카를로스 1세 스페인 국왕에게 대리청정이라는 신분을 14년간 부여받았으며 재임 초기에 완전한 민주화를 달성하고 권위주의를 청산했으며, 유럽 경제 공동체(EEC, 후에 EU로 개편)에 가입했고, 경제는 호황을 누렸다. 이에 따라 계속 인기를 얻어 1986년, 1989년 총선에서 의석수는 다소 줄어들었으나 계속 정권을 유지할 수 있었다. 그러나 1990년 이후 경기 침체로 어려움을 겪었으며, 높은 실업률로 인기가 크게 떨어져 1993년 총선에서 많은 의석을 잃었으며, 연립 정권을 구성하여 간신히 정권을 유지했다. 이후에도 높은 실업률과 여당 정치인들의 비리, 바스크 분리주의자들의 테러 등으로 어려움에 처했고, 1996년 총선에서는 호세 마리아 아스나르가 이끄는 국민당이 제1 정당이 되어 아스나르에게 총리직을 넘겨주었다. 13년 넘게 총리로 재임하여 프란시스코 프랑코를 제외하면 스페인에서 가장 장기간 집권했던 총리이다.
1997년 사회노동당 사무총장직도 사임했고, 2004년 총선에 출마하지 않고 정계 은퇴하였다.

## 같이 보기
- 스페인의 역사
- 스페인의 총리 목록
- 스페인의 정치